# Cloud Nine
"Cloud Nine" je pjesma američkog alternativnnog rock sastava Evanescence, a nalazi se na njihovom drugom studijskom albumu The Open Door. Amy Lee kaže kako je ta pjesma, kao i većina pjesama na albumu, posvećena problematičnim vezama i prekidu.